# Eli Kassner
Eli Kassner   (Viena, 27 de maig de 1924 - Toronto, 23 d'agost de 2018) va ser un professor i músic canadenc de guitarra clàssica.
Eli Kassner va estudiar guitarra a Viena i Israel abans de traslladar-se al Canadà el 1951. També va estudiar als Estats Units, Israel i Espanya, amb el gran virtuós guitarrista clàssic Andrés Segovia. Va actuar fins al 1967. El 1956, va fundar la "Guitar Society" de Toronto. Va ser-ne president del 1960 al 1966 i director artístic del 1970 al 2008. El 1967 va fundar l'Acadèmia de Guitarra Eli Kassner.
Va establir el programa de guitarra a la Universitat de Toronto i al "Royal Conservatory of Music" de Toronto (RCMT) el 1959 i va iniciar el 1978 el conjunt de guitarra de la Universitat de Toronto. Als anys setanta, Kassner es va interessar per la microfotografia i va treballar com a compositor i intèrpret de la sèrie The Lively Arts i The Nature of Things de CBC Television.
Eli Kassner va rebre un doctorat honoris causa per la Universitat de Carleton i també va ser ingressat al Saló de la Fama de la "Guitar Foundation of America". El 2009, la Guitar Society de Toronto, va homenatjar Eli Kassner amb el nomenament de tota la vida com a director artístic emèrit. El 2016 va ser nomenat membre de l'Ordre del Canadà.
Va tenir alumnes que després serien notables intèrprets de la guitarra com: Liona Boyd, Annabelle Chvostek, Jesse Cook, Atom Egoyan, Norbert Kraft, Gordon O'Brien, Pavlo Simtikidis, Davis Joachim o Timothy Phelan.